# Léandre Éthier
Pour les articles homonymes, voir Éthier.
Léandre (né Léandre Éthier,) est un auteur-compositeur-interprète et chanteur populaire québécois. On compte parmi ses chansons les plus connues Triste Louise, Prendre le temps, On court toujours et Goodbye my love.

## Biographie
D'abord choriste de la chanteuse Sass Jordan, il gagne un concours de CHOM-FM et sort un premier disque en 1990. L'album se signale par de nombreux succès, dont Prendre le temps, Tant pis pour le reste et surtout Goodbye my love. Cinq ans plus tard, il publie un second disque qui contient le succès J't'attendrai puis il disparaît de l'avant-scène dès l'an 2000.

## Reprise
En 2003, le groupe eXterio présente une reprise de la chanson Goodbye my love dans une version rock sur son album Vous êtes ici!!.